# Canalul Sfântul Laurențiu

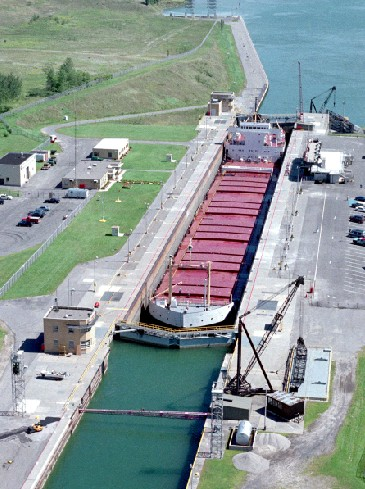
Ecluze în Massena.

Canalul Sfântul Laurențiu (în limba engleză: Saint Lawrence Seaway, în limba franceză: La Voie Maritime du Saint-Laurent) este numele comun pentru un sistem de ecluze și canale, care permite navelor maritime să circule de la Oceanul Atlantic la Marile Lacuri, până la Lacul Superior. Din punct de vedere legal se întinde de la Montréal la Lacul Erie, inclusiv Canalul Welland. Canalul este numit după fluviul Sfântul Laurențiu, care isvorăște din Lacul Ontario și se varsă în Oceanul Atlantic. Această cale navigabilă nu este un canal continuu, ci cuprinde canale navigabile amenajate în albia râului, un număr de ecluze, precum și canalele făcute pentru a trece de praguri și baraje în zona navigabilă interioară. Un număr de ecluze sunt gestionate de către firma canadiană "Saint Lawrence Seaway Management Corporation" și altele de către firma americană "Saint Lawrence Seaway Development Corporation".

## Istoria
Canalul Sfântul Laurențiu a fost precedat de un număr de alte canale. În 1871, ecluzele de pe canal au permis tranzitul navelor de 57 m lungime, 13.56 m lățime, și 2,7 m adâncime. Canalul Welland la acel moment a permis tranzitul navelor de 43 m lungime, 7,9 m lățime și 3 m adâncime, dar a fost în general prea mic pentru a permite trecerea navelor oceanice mari.
Canalul actual s-a deschis în 1959 și a costat 638 milioane dolari canadieni, 336.2 milioane dolari canadieni au fost plătiți de către guvernul SUA. Regina Elisabeta a II-a și președintele Dwight David Eisenhower au deschis în mod oficial canalul cu o scurta croaziera la bordul yahtului regal HMY Britannia după ce s-au adresat mulțimii în Saint-Lambert, Quebec.

## Ecluzepe râul Sfântul Laurențiu

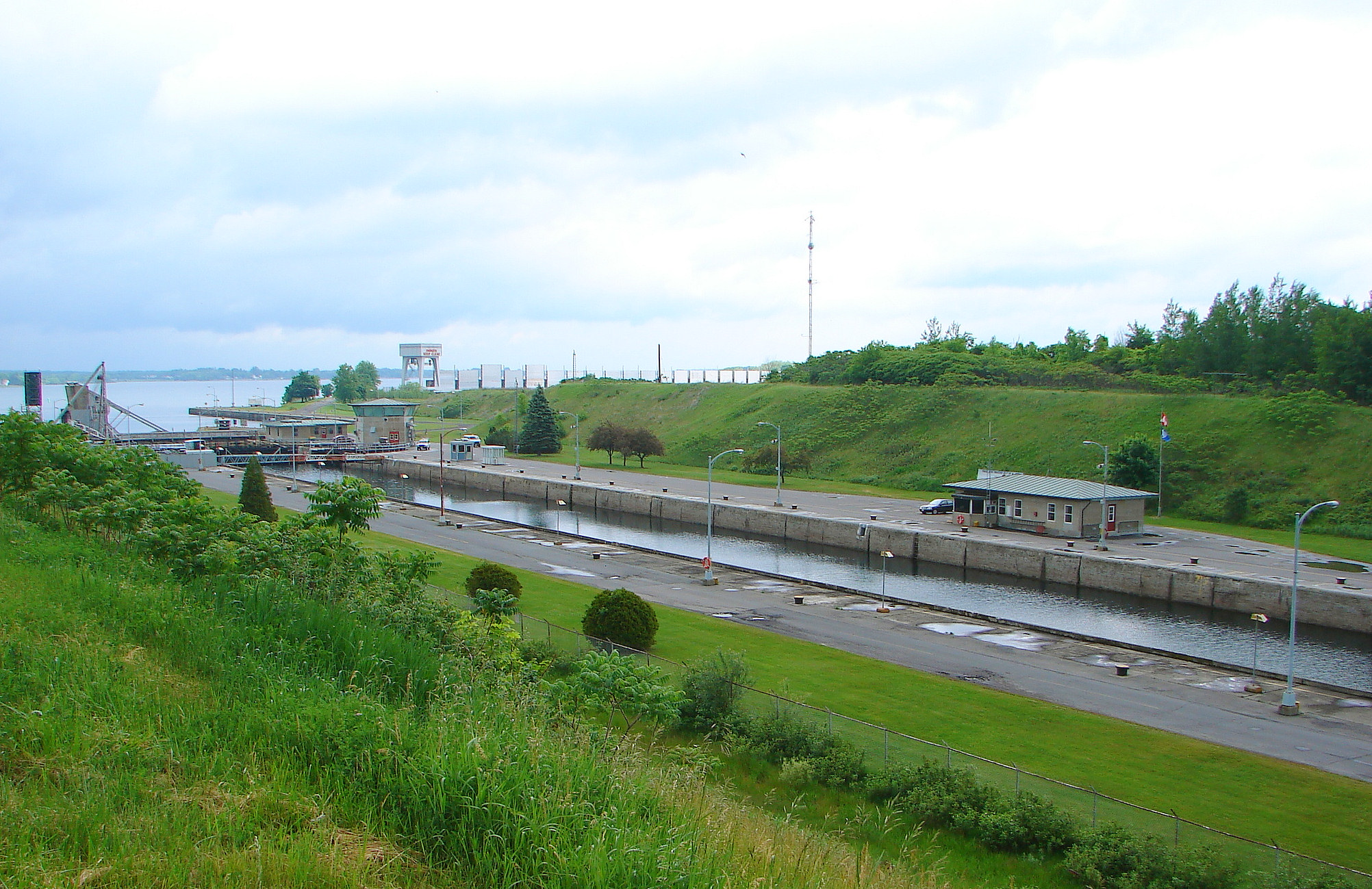
Ecluza Iroquois

Există șapte ecluze în porțiunea râului Sfântul Laurențiu din canal. Din aval spre amonte sunt:
1. Ecluza de la Saint Lambert, Quebec
2. Ecluza de la Côte Ste. Catherine, Quebec
3. Ecluzele de la Beauharnois, Quebec (2 ecluze)
4. Ecluza Snell – Massena, New York
5. Ecluza Eisenhower- Massena, New York
6. Ecluza Iroquois - South Dundas, Ontario

## Ecluze pe canalul Welland
Sunt opt ecluze pe canalul Welland:
1. St. Catharines, Ontario
2. St. Catharines
3. St. Catharines
4. Thorold, Ontario
5. Thorold
6. Thorold
7. Thorold
8. Port Colborne, Ontario

## Ecluzele și dimensiunile canalului
Canalul are o lungime de 304 km între Port Weller și Montréal și este cel mai mare canal fluvio-maritim artificial. Dimensiunea navelor care pot traversa canalul maritim este limitată de dimensiunea ecluzelor. Ecluzele de pe râul  Sf. Laurențiu și de pe Canalul Welland sunt de 233.5 m lungime, 24.4 m lățime și 9.14 m adâncime. Dimensiunea maximă permisă a vasului este puțin mai mică: 225.6 m lungime, 23.8 m lățime și 8.1 m adâncime; multe nave concepute pentru utilizarea pe Marilor Lacuri, ca urmare a deschiderii canalului au fost construite la dimensiunea maximă permisă de ecluze. Barajul principal din zona canalului asigură punerea în funcțiune a unei mari hidrocentrale care are o putere instalată de 1800 MW.